# Famille Jouvenel des Ursins

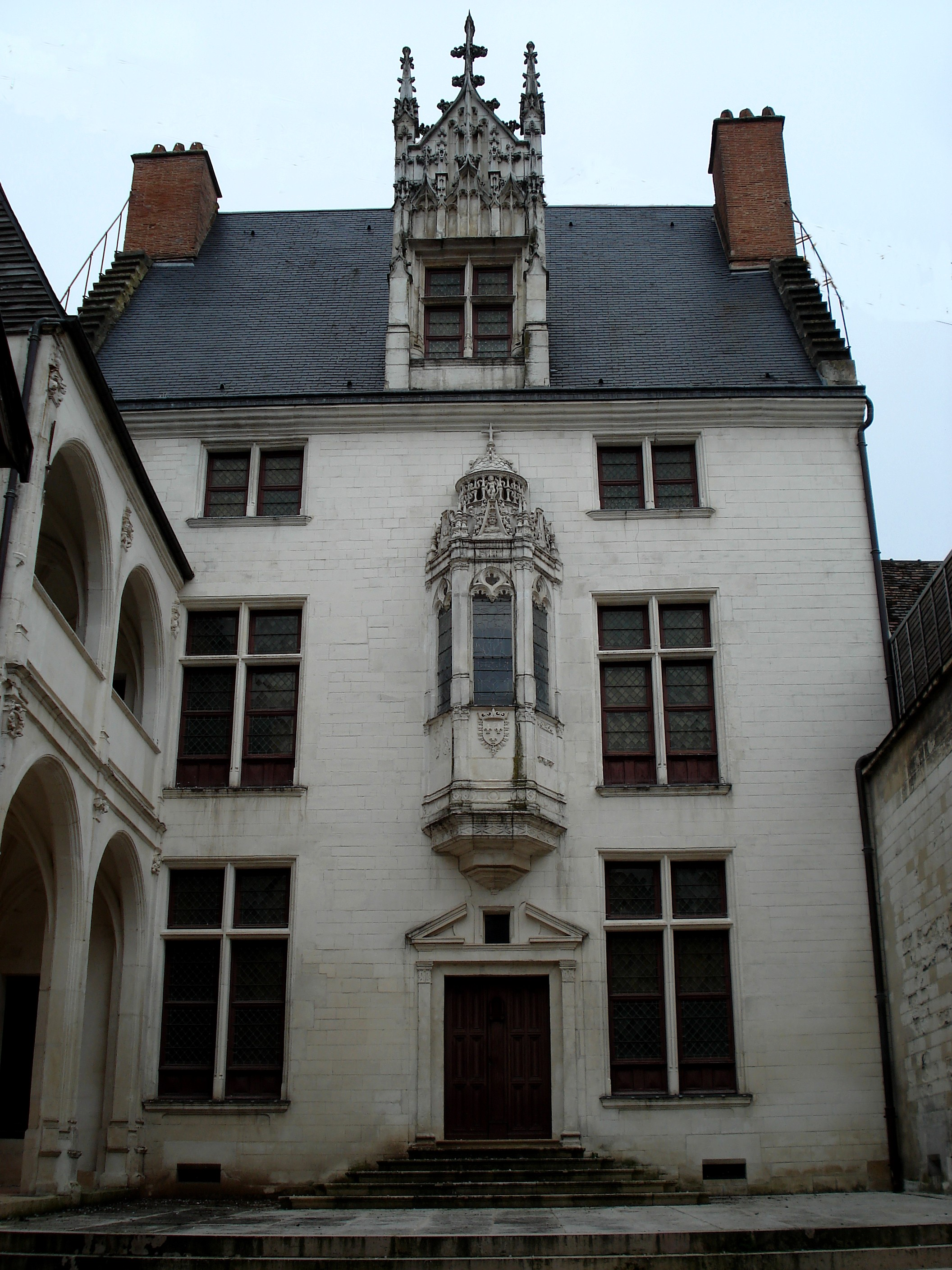
Hôtel que se fit reconstruire, après l'incendie de 1524, la famille Jouvenel des Ursins à Troyes.

La famille Jouvenel des Ursins ou Juvénal des Ursins est une famille noble française éteinte depuis le milieu du XVIIe siècle.
Elle a donné un prévôt des marchands de Paris en 1388, un chancelier de France en 1445, ainsi que Jean, évêque de Beauvais puis de Reims, qui présida le procès de réhabilitation de Jeanne d'Arc en 1456.
Jouvenel des Ursins est un nom de famille repris au XIXe siècle par Léon de Jouvenel (1811-1886), expert géomètre, et par ses descendants, sans avoir aucun lien généalogique avec la famille éteinte.

## Origine
| |  |  |
| La famille Jouvenel des Ursins, anonyme français, Paris, musée de Cluny - musée national du Moyen Âge, vers 1445-1449 dépôt du musée du Louvre. |  |  |

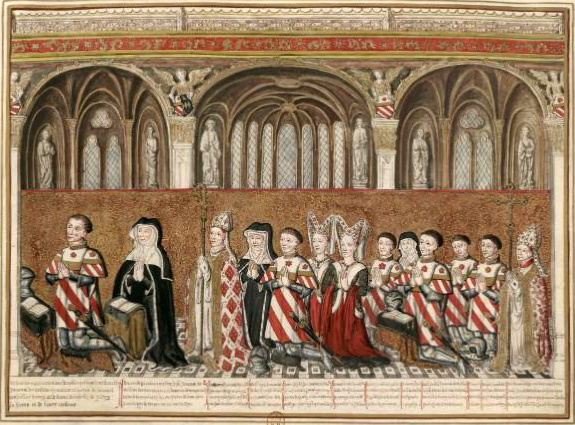
La famille derrière Jean et Michèle de Vitry, relevé de Roger de Gaignières de la chapelle des Ursins en Notre-Dame de Paris.

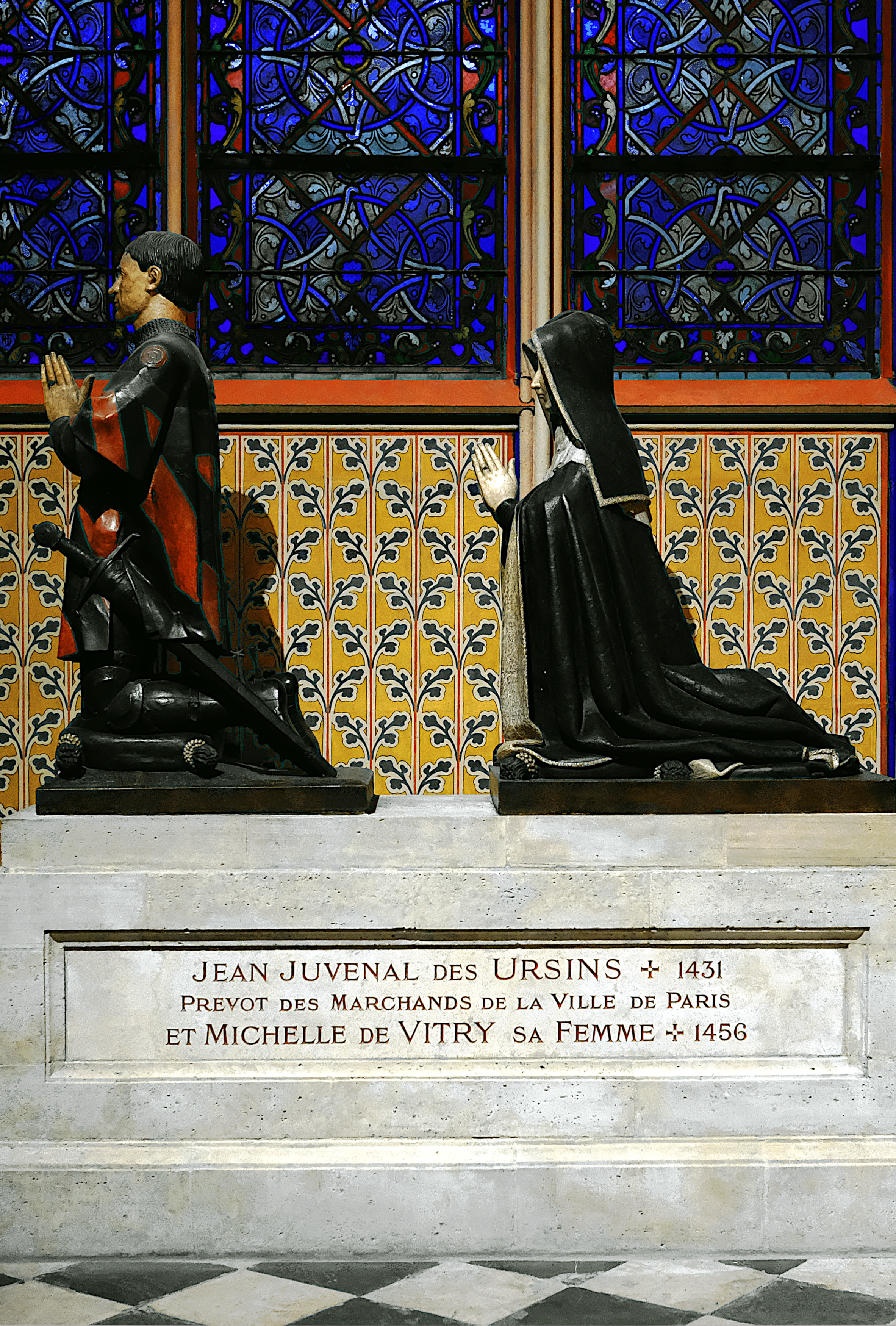
Cénotaphe de Jean et Michelle de Vitry dans la chapelle Saint-Guillaume de Notre-Dame de Paris.

La généalogie de cette famille commence avec Pierre Jouvenel des Ursins et dame d'Assenay, parents de Jean Jouvenel des Ursins, prévôt de Paris en 1388. Son grand-père était marchand drapier à Troyes en Champagne. Il épousa en 1386 Michelle de Vitry, nièce de Jean Le Mercier, conseiller des finances du gouvernement des Marmousets sous le règne de Charles VI.
La famille Jouvenel des Ursins est originaire de Champagne : Pierre Jouvenel est attesté comme marchand drapier à Troyes en 1360. Son fils Jean fut le protagoniste d’une éclatante ascension sociale.
Né entre 1350 et 1360, après avoir achevé les études en droit à Orléans et à Paris, Jean Jouvenel fut avocat à Troyes, conseiller au Châtelet (1381) et avocat au Parlement de Paris (1384). En 1386 il épousa Michèle de Vitry, fille de Michel de Vitry et nièce de Jean Le Mercier, conseiller du gouvernement des Marmousets sous le règne de Charles VI. L’année 1388 représente un tournant décisif dans la carrière de Jean Jouvenel : Charles VI établit la charge de garde de la prévôté des marchands de la ville de Paris, qui avait été supprimée après la révolte des Maillotins en 1383, et Jean fut nommé garde prévôt des marchands. Il occupa brillamment cette fonction, parvenant à rétablir une partie des privilèges parisiens révoqués en 1383. En 1400 il laissa cette charge et fut nommé avocat du roi au Parlement. Anobli en 1407, il fut chancelier du dauphin Louis (1413) et président de la Cour des aides (1417). Proscrit par les Bourguignons qui prirent le pouvoir à Paris (1418), Jean Jouvenel s’enfuit à Poitiers avec le nouveau dauphin Charles (le futur Charles VII). Là, il devint en 1419 président au Parlement de Paris (établi à Poitiers) et ensuite de celui de Languedoc à Toulouse (1420), jusqu'à sa mort en 1431.
En 1436, Michelle de Vitry et leurs onze fils revinrent à Paris, qui était de nouveau sous le contrôle royal. Le fils aîné Jean II Jouvenel des Ursins (1388-1473) fut évêque de Beauvais (1432), évêque-duc de Laon (1444), archevêque-duc de Reims (1449) et pair de France. Brillant historien et chroniqueur de Charles VI, il présida le procès en réhabilitation de Jeanne d’Arc (1456). Son frère Guillaume fut garde des Sceaux et chancelier de France (1445-1461 et 1465-1472). Parmi les autres fils mâles de Jean, rappelons Michel Jouvenel des Ursins (1408-1470), qui poursuivit la branche aînée de la famille, et le dernier-né Jacques Jouvenel des Ursins (1410-1457), important ecclésiastique et diplomate, archevêque de Reims (1445) et patriarche d’Antioche.

## Principaux membres
- Jean Jouvenel des Ursins (vers 1360 - Tours 1431), homme politique français, prévôt des marchands de Paris (1388), président à mortier au parlement de Paris;
  - Jean II Jouvenel des Ursins (1388-1473), fils du précédent, historien, diplomate et prélat français ;
  - Guillaume Jouvenel des Ursins (1401-1472), frère du précédent, baron de Trainel, Garde des Sceaux et chancelier de France ;
  - Jacques Jouvenel des Ursins (1410-1457), frère du précédent, ecclésiastique français, archevêque de Reims (1445), patriarche d’Antioche et Pair de France ;
  - Michel Jouvenel des Ursins (1408-1471), frère du précédent, seigneur de Doue, Armentières/château d'Armentières, La Bergeresse, bailli et vicomte de Troyes ;
    - Jean III Jouvenel des Ursins (mort après 1537), fils du précédent, seigneur de La Chapelle-Gauthier, Doüe et Roissy (Roissy-en-Parisis) et Marly-la-Ville ; 
      - Jean IV Jouvenel des Ursins (mort en 1566), fils du précédent, doyen de Paris, abbé de Saint-Méen (1542), évêque de Tréguier, seigneur de Roissy ;
      - François I Jouvenel des Ursins (1492-1547), frère du précédent, baron de Trainel, seigneur de Doüe et de La Chapelle-Gauthier ;
        - Christophe Juvénal des Ursins (1525-1588), fils du précédent, 1er marquis de Trainel, seigneur de Doüe et La Chapelle-Gauthier, gouverneur général de Paris, lieutenant de l’Ile-de-France. Sa sœur Catherine épouse Claude d'Harville de Palaiseau, voir ci-dessous ;
          - François II Jouvenel des Ursins (1569-1650 ; dernier du nom), fils du précédent, 2e marquis de Trainel, baron de Neuilly par sa femme Guillemette d'Orgemont, dame de Méry.

      - Louis Jouvenel des Ursins, frère du précédent, seigneur d'Armentières, vicomte de La Tournelle, seigneur de Cugny, Bruyères, Jouveignes et Lesches, premier Président du parlement de Rouen[1].
        - Gilles Jouvenel des Ursins, mort le 1er mai 1586, seigneur d'Armentières, fils du précédent.
          - Charlotte Jouvenel des Ursins (1570-1646), fille du précédent, vicomtesse d'Auchy par son mariage, femme de lettres et salonnière.

      - Jeanne Jouvenel des Ursins, mariée en 1509 avec Alpin de Béthune (mort 1545) et mère de Jean de Béthune, baron de Baye, le grand-père de Maximilien de Béthune, premier duc de Sully.

## Famille d'Harville
Cette famille a repris le nom et les armes de la précédente.[réf. nécessaire]
La maison de Harville, d'ancienne chevalerie de la Beauce, est connue par les chartes depuis Simon de Harville, chevalier, vivant en 1223.
Dès l'année 1383, Philippe de Harville était fauconnier de Louis de France, comte de Valois, depuis duc d'Orléans, frère du roi Charles VI.[réf. nécessaire]
Claude de Harville, seigneur de Palaiseau, vice-amiral de France, chevalier des ordres du Roi le 5 janvier 1597, épouse vers 1578 Catherine Jouvenel des Ursins (décédée depuis 1643), sœur de François II 2e marquis de Trainel, et fille de Christophe Juvénal des Ursins, 1er marquis de Trainel, et de Madeleine de Luxembourg-Brienne (fille d'Antoine II) : leur petit-fils, François de Harville, marquis de Palaiseau, gouverneur de Charleville et du mont Olympe, fut substitué aux noms et armes de Jouvenel des Ursins par le deuxième marquis son grand-oncle, et devint le 3e marquis de Trainel. C'est depuis cette époque que la branche de Harville-Palaiseau a fait précéder son nom de ceux de Jouvenel (ou Juvénal) des Ursins.[réf. nécessaire]
Il y a eu deux autres branches, celles de Beaumont et de la Grange du Bois, éteintes, la première en 1750, la seconde vers 1640.
- Claude-Constant Jouvenel des Ursins d'Harville, marquis de Traisnel (1723-1794), militaire français ;
- Louis Auguste Jouvenel des Ursins, comte d'Harville (1749-1815), militaire et homme politique français ;

## Famille contemporaine ayant repris ce nom
La famille de Jouvenel, d'origine limousine, est sans lien avec la précédente. Elle ne remonte pas au-delà de Bertrand Jouvenel (vers 1625-1703), notaire royal à Aubazines sous Louis XIV.[réf. nécessaire]
C'est Léon de Jouvenel (1811-1886) qui obtint par décret pris en Conseil d'État l'autorisation de rajouter à son nom celui de la lignée des Ursins dont il reprend également les armoiries.
- Bertrand Jouvenel (c.1625-1703), notaire royal, marié à Charlotte Dunoyer de Sarrazac, père de :
- Jean Jouvenel (1652-1712), avocat au Parlement de Bordeaux, marié à Marie de Cosnac, père de :
- Guy Jouvenel (1695-1776), sieur du Mas et de la Meyjonade, avocat, lieutenant en la juridiction d'Aubazines, père de :
- Jean-Baptiste Jouvenel (1740-1820), officier d'infanterie, père de :
- Charles Jouvenel puis de Jouvenel (1786-1874), géomètre-expert, ingénieur civil, créé baron de Jouvenel en 1817, père de :
- Léon de Jouvenel (1811-1886), avocat, député de la Corrèze[5], père de :
- Raoul de Jouvenel (1843-1910), préfet, père de :
  - Robert de Jouvenel (1882-1924), journaliste.
  - Henry de Jouvenel (1876-1935), journaliste et homme politique, père de :
    - Bertrand de Jouvenel (1903-1987), fils d'Henry et de Sarah Boas, écrivain et journaliste, père de :
      - Roland de Jouvenel (1931-1946), fils de Bertrand et de Marcelle de Jouvenel (née Marcelle Prat).
      - Hugues de Jouvenel (né en 1946), avocat, dont postérité.

    - Renaud de Jouvenel (1907-1980), fils d'Henry et d'Isabelle de Comminges, écrivain et militant politique, père de :
      - Foulques de Jouvenel (né en 1942), universitaire, dont postérité.

    - Colette de Jouvenel (1913-1981), fille d'Henry et de Colette, écrivaine, s.p.

## Armoiries
| Figure | Blasonnement |
|        | Christophe Juvénal des Ursins (mort en 1588), seigneur de La Chapelle-Gauthier et de Doue, marquis de Trainel, chevalier de l'Ordre du Roi, lieutenant général au gouvernement de Paris de l'Île-de-France, chevalier du Saint-Esprit (brevet no 12, reçu le 31 décembre 1578) Bandé d'argent et de gueules de six pièces ; au chef d'argent, chargé d'une rose de gueules, boutonnée d'or, soutenue (« d'une fasce ») du même. |
|        | François II de Jouvenel des Ursins (1570-1650), marquis de Trainel, seigneur de La Chapelle-Gauthier et de Doue, chevalier du Saint-Esprit (brevet no 180, reçu le 2 janvier 1599), Bandé d'argent et de gueules de six pièces ; au chef d'argent, chargé d'une rose de gueules, soutenue d'une trangle d'or chargée d'une anguille d'azur.,                                                                                    |
|        | Armes de la famille d'Harville, De gueules, à la croix d'argent, ch. de cinq coquilles de sable. |
|        | Armes de la famille d'Harville des Ursins de Trainel De gueules, à la croix d'argent chargée de cinq coquilles de sable, dont celle du milieu est cachée (qui est Harville) ; sur le centre de la croix, un écusson bandé d'argent et de gueules ; au chef d'argent, chargé d'une rose de gueules, soutenue d'une divise d'or, chargée d'une bisse (anguille) d'azur, ondée et posée en fasce (qui est Jouvenel des Ursins),.   |
|        | Armes du comte Juvénal Harville et de l'Empire De gueules, à la croix d'argent chargée de cinq coquilles de sable, une trois et une (qui est Harville) ; quartier des comtes-sénateurs. - Livrées : rouge, bleu et noir. |
|        | Armes du comte d'Harville des Ursins du Tresnel, pair de France De gueules, à la croix d'argent chargée de cinq coquilles de sable. |